# جان هن
جان هن (به انگلیسی: Jan Henne) (زادهٔ ۱۱ اوت ۱۹۴۷) شناگر اهل ایالات متحده آمریکا است.